# Karl Heussi

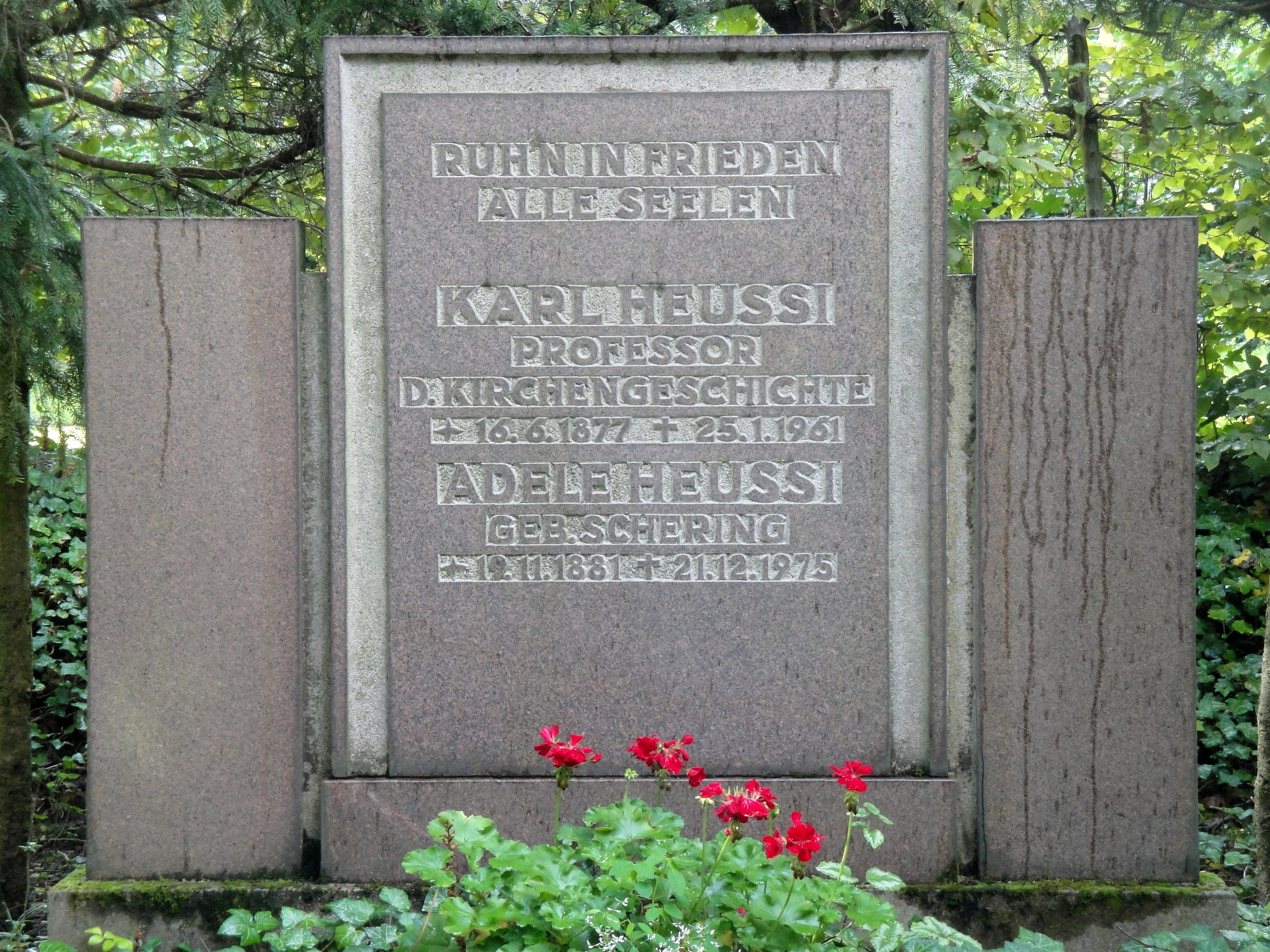
Grab von Karl Heussi auf dem Nordfriedhof in Jena

Karl Heussi (* 16. Juni 1877 in Leipzig; † 25. Januar 1961 in Jena) war ein deutscher evangelischer Kirchenhistoriker. Sein Hauptwerk war das 1909 veröffentlichte Kompendium der Kirchengeschichte, das viele Auflagen erfuhr und eine breite Beachtung fand.

## Leben und Wirken
Heussi ist ein Sohn des Kaufmanns Paul Heussi (1846–1917) und der Agnes, geborene Hoffmann (1851–1931), und ein Enkel des Schweizer Physikers, Mathematikers und Gymnasiumsrektors Jakob Heussi. Er besuchte das Nikolaigymnasium in seiner Heimatstadt und studierte ab 1897 in Leipzig, Berlin und Marburg die Fächer Theologie, Geschichte und Philosophie. Adolf von Harnack, Wilhelm Dilthey, Ernst Troeltsch, Wilhelm Herrmann und Karl Lamprecht hatten als Lehrer Einfluss auf ihn und seine Theologie. 1901 erfolgte das erste, 1903 das zweite theologische Examen. 1903 promovierte er in Leipzig bei Karl Lamprecht mit einer Arbeit über Die Kirchengeschichtsschreibung Johann Lorenz von Mosheims. 1911 erwarb er die Würde eines Lizentiaten der Theologie bei Hans von Schubert in Heidelberg.
Von 1904 bis 1924 war er Oberlehrer, später Professor am König-Albert-Gymnasium in Leipzig. Die Universität Gießen verlieh ihm 1919 die Ehrendoktorwürde. Von 1924 bis zu seiner Emeritierung 1953 lehrte er als ordentlicher Professor für Kirchengeschichte an der Universität Jena. 1930/31 war er Rektor an der Universität Jena, und er widersetzte sich in diesem Amt dem Vordringen der Nationalsozialisten in Thüringen.
Heussi galt als Vertreter der liberalen Theologie. Seine Forschungsschwerpunkte waren in der Kirchengeschichte das Zeitalter der alten Kirche, besonders ihre Anfänge und ihre frühe Entwicklung, und das 18. Jahrhundert. Sein Lehrbuch Kompendium der Kirchengeschichte, das von 1907 bis 1909 entstanden ist, entwickelte sich zu einer der führenden kirchengeschichtlichen Darstellungen des 20. Jahrhunderts. Seine Forschungen über den Ursprung des Mönchtums, nach denen das Mönchtum zwar von außen beeinflusst, aber im Kern eine innerchristliche Erscheinung sei, sind weitgehend akzeptiert worden.
Heussi heiratete 1907 in Leipzig Adele Schering (* 1881), eine Tochter des Kaufmanns Gustav Schering und der Bertha Riechert aus Breslau. Sie adoptierten eine Tochter.

## Schriften (Auswahl)
- Die Kirchengeschichtsschreibung Johann Lorenz von Mosheims, 1903 und 1906.
- mit Hermann Mulert: Atlas zur Kirchengeschichte, 1905, überarbeitet 1937, Neudruck bei Hardpress Publishing, 2013, ISBN 978-1-3146-4593-4; Forgotten Books, 2017/2018, ISBN 978-0-3320-2656-5.
- Kompendium der Kirchengeschichte, Mohr, Tübingen 1907–1909; 18. Auflage, Mohr & Siebeck, Tübingen 1991, ISBN 3-16-145842-7 (letzte Bearbeitung durch Heussi: 12. Auflage 1960).
- Abriß der Kirchengeschichte, Mohr, Tübingen 1913, Hermann Böhlaus Nachfolger, Weimar 1960 (überarbeitet).
- Untersuchungen zu Nilus dem Asketen, 1917.
- Die Krisis des Historismus, Mohr, Tübingen 1932.
- War Petrus in Rom?, Leopold Klotz, Gotha 1936.
- Der Ursprung des Mönchtums, Tübingen 1936; Neudruck: Aalen 1981, ISBN 3-511-09134-9.
- Meister Eckhart, 1953.
- Geschichte der Theologischen Fakultät zu Jena, 1954.
- Die römische Petrustradition in kritischer Sicht, 1955.